# Friedrich Schmidt-Ott
Friedrich Schmidt-Ott (4 juin 1860 à Potsdam - 28 avril 1956 à Berlin) est un juriste allemand qui joue un rôle important dans la politique scientifique. Il est ministre de l'Éducation de Prusse, président de la  Notgemeinschaft der Deutschen Wissenschaft et de son association de donateurs et membre des conseils consultatifs de la société Kaiser-Wilhelm et de ses instituts.

## Carrière
Friedrich Schmidt-Ott est le fils d'Albrecht Schmidt et d'Emilie Schmidt. Il étudie au lycée royal Guillaume de Berlin de 1866 à 1873 et au lycée Frédéric de Cassel (de) de 1873 à 1878, dont il sort comme Primus Omnium (de). Dès cette époque, il est lié d'amitié avec le prince Guillaume, futur empereur allemand Guillaume II, qui étudie également dans cette école.
Il étudie le droit de 1878 à 1881 à Berlin, Heidelberg, Leipzig et Göttingen, notamment auprès de Heinrich Brunner et Rudolf von Jhering. De 1881 à 1884, il est avocat stagiaire. Pendant cette période, il sert également comme volontaire d'un an dans le bataillon de tirailleurs de la Garde (de) à Berlin. Plus tard, il est officier de réserve dans le 3e bataillon de chasseurs à pied (de) à Lübben. 
Schmidt-Ott entame une carrière au ministère prussien de la Culture en 1888. Il est pendant plusieurs années l'adjoint de Friedrich Althoff. En 1903, il prend la tête du département des arts du ministère ; en 1917, il devient ministre.
De 1911 à 1919, Schmidt-Ott est membre des conseils d'administration de tous les instituts qui dépendent de la société Kaiser-Wilhelm ; de 1920 à 1937, Schmidt-Ott est second vice-président de cette société , agissant dans les faits comme vice-président, puis membre honoraire du conseil consultatif,.
Fondée le 30 octobre 1920, la Notgemeinschaft der Deutschen Wissenschaft est le fruit d'une initiative des dirigeants de l'académie prussienne des sciences, Fritz Haber, Max Planck, Ernst von Harnack et de Schmidt-Ott. En raison de ses relations avec Schmidt-Ott, le physicien Heinrich Konen (de) est impliqué dans la fondation et l'organisation de l'association et devient l'un des membres de longue date de ses principaux organes directeurs. Les membres de l'association sont toutes les universités allemandes, les facultés polytechniques, les cinq académies scientifiques allemandes et la société Kaiser-Wilhelm. Schmidt-Ott en est le président de 1920 à 1934 :lorsque le ministre de l'éducation Bernhard Rust met fin à ses fonctions, il affirme qu'il s'agit d'une ordre personnel d'Adolf Hitler,,, ; Johannes Stark succède à Schmidt-Ott en tant que président.
De 1934 à 1945, Schmidt-Ott préside la fédération des donateurs de l'association qu'il avait contribué à fonder.
Après la Seconde Guerre mondiale, Schmidt-Ott devient le président honoraire de la fondation allemande pour la recherche, nouvellement créée.

## Distinctions
- 1929 : Médaille Harnack (de) de la Société Kaiser-Wilhelm
- 1930 : Bouclier de l'aigle du Reich allemand
- 1930 : Docteur honoris causa de l'université de Vienne
- 1933 : Membre honoraire de l'académie des sciences Leopoldina
- 1951 : Ordre du mérite de la république fédérale allemande
- 1960 : La Kaiser-Wilhelm-Straße à Berlin-Steglitz prend le nom de Schmidt-Ott-Straße